# Valentino Guseli
Valentino Guseli (ur. 1 kwietnia 2005 w Canberze) – australijski snowbordzista specjalizujący się w halfpipe, olimpijczyk z Pekinu 2022.
W Pucharze Świata startował także w slopestyle, a w zawodach niższej rangi w big airze.

## Udział w zawodach międzynarodowych
| Impreza                     | Rok  | Gospodarz | halfpipe |
| --------------------------- | ---- | --------- | -------- |
| Igrzyska olimpijskie        | 2022 | Pekin     | 6        |
| Mistrzostwa świata          | 2021 | Aspen     | 11       |
| Mistrzostwa świata juniorów | 2019 | Leysin    | 10       |